# Nicolò Amati

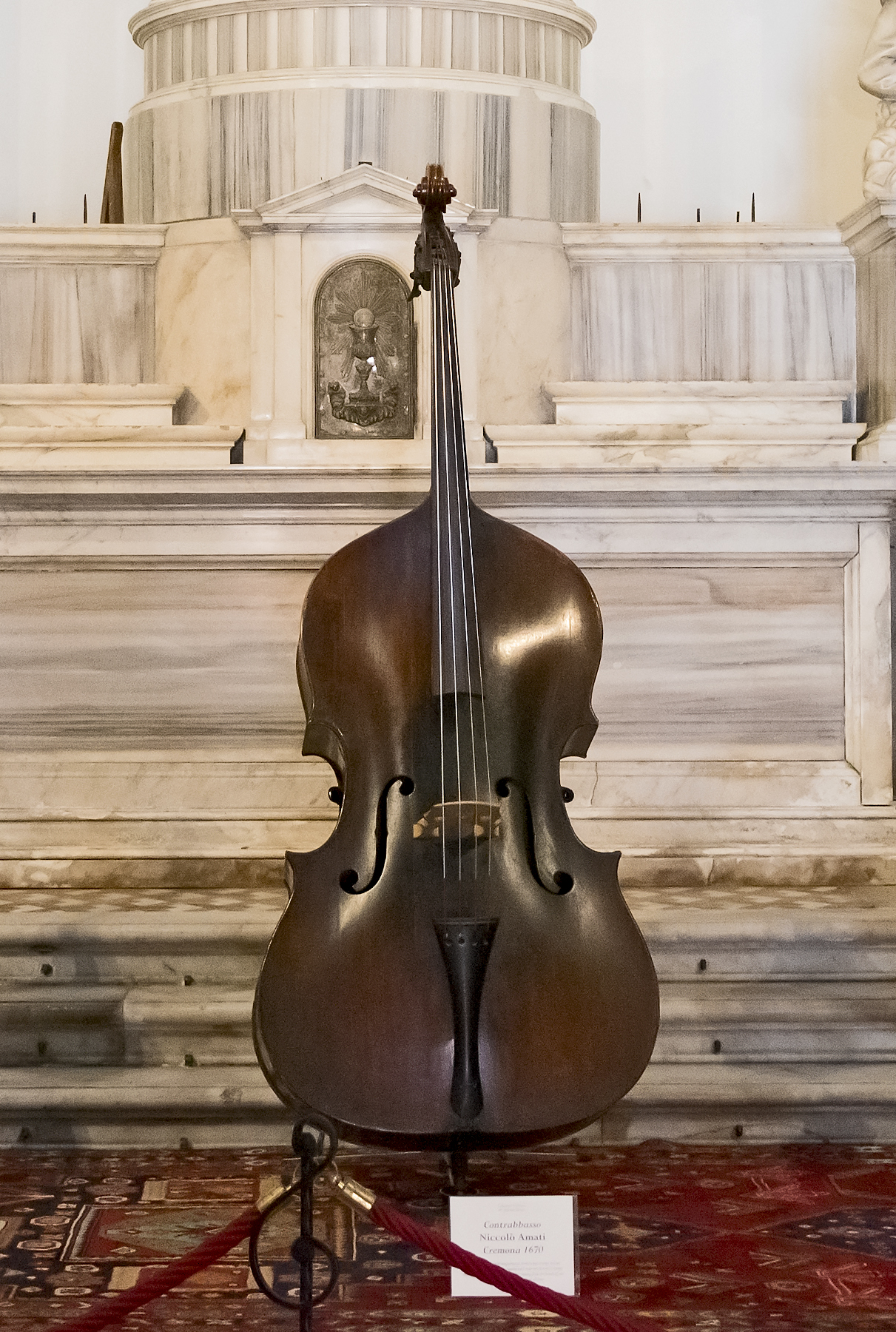
Nicolò Amati - Contrabaix

 Nicolò Amati  (Cremona, 3 de desembre de 1596 - 12 d'abril de 1684) va ser un constructor de violins italià, membre de l'escola de Cremona de fabricants de violí. El seu pare era Girolamo Amati, també fabricant de violins. Nicolò Amati va ser el millor artesà de la família Amati.
Va fabricar un model molt elegant, amb tapa i fons corbats i fet amb fusta de veta molt fina. Les obertures de ressonància són gràcils amb audàcia, la talla de la voluta és exquisida, el vernís és transparent i el fons té un to viu. El so és dolç i suau. Com a norma, va utilitzar un patró petit, encara que va construir diversos violins grans que s'anomenen avui  "Grand Amatis"  i són molt valorats. A més va construir diversos violoncels i violes de considerable velesa
Amb la seva esposa, Lucrècia Pagliari, va tenir dos fills. Entre els seus alumnes trobem els grans artesans Antonio Stradivari i  Andrea Guarneri, amb els quals va perfeccionar l'arc del violí. El lutier alemany M. Klotz fou amic seu i en el seu taller de Mittenwald li copià algun model de violí (això si sempre amb l'etiqueta corresponent).